# Enon
Enon est un groupe de rock indépendant américain, originaire de New York. En 1999, le groupe est composé de John Schmersal (ex-Brainiac), Rick Lee (guitare) et Steve Calhoon (batterie). Calhoon est ensuite remplacé par Matt Schultz, puis Toko Yasuda (ex-Blonde Redhead) rejoint la troupe. Rick Lee quitte celle-ci en 2002, puis Schultz en 2008. Leur style musical approche le rock expérimental. Ils comptent un total de sept albums studio.

## Biographie

### Débuts
John Schmersal est à l'origine membre du groupe Brainiac et forme Enon (d'après son village dans l'Ohio) avec Lee et Calhoon après le décès du chanteur Timmy Taylor des Brainiac, et de leur séparation. Après Brainiac, Schmersal publie un album solo sous le nom de John Stuart Mill. Rick Lee et Steve Calhoon sont d'anciens membres du groupe Skeleton Key, un groupe ami des Brainiac avec qui ils ont tourné. Ensemble, ils forment Enon. Lee crée les percussions pour le groupe avec un « kit en système D ».
Après la sortie de leur premier album, Believo!, produit par D. Sardy et signé à son label SeeThru Broadcasting en 1999, Calhoon quitte le groupe et est remplacé par Toko Yasuda (basse, chœurs, claviers) et Matt Schulz (batterie). Yasuda est ancien membre des groupes Blonde Redhead, The Lapse et The Van Pelt. Avec cette nouvelle formation, Enon publie l'album High Society aussi produit par Sardy en 2002, et tourne avec The Faint. Une majeure partie del eurs albums est publiée au label Touch and Go Records après la fermeture de SeeThru Broadcasting. Lee part, et Enon publie l'album Hocus Pocus en 2003, et une collection de singles, ainsi que des chansons accompagnées d'un DVD bonus intitulé Lost Marbles and Exploded Evidence en février 2005. En 2007, les trois membres d'Enon contribuent à l'album Let's Stay Friends du groupe Les Savy Fav.
Enon publie son quatrième album, Grass Geysers...Carbon Clouds, chez Touch and Go Records le 9 octobre 2007. En été 2008, le batteur Matt Schulz annonce son départ. Par la suite, il se joint a groupe Holy Fuck en tournée.

### Pause
En mai 2011 interview, après avoir tourné avec Caribou en 2010 et 2011, Schmersal confirme une pause, expliquant que le groupe n'a aucun projet depuis la sortie de Grass Geysers...Carbon Clouds. Entre 2011 et 2014, Yasuda tourne aec St. Vincent jouant du synthétiseur.

## Membres
- John Schmersal - chant, guitare
- Toko Yasuda - guitare basse, chant

## Discographie

### Albums studio
- 1998 : Long Play
- 1999 : Believo!
- 2002 : High Society
- 2003 : Hocus Pocus
- 2004 : Onhold
- 2005 : Lost Marbles and Exploded Evidence (compilation album + DVD set)
- 2007 : Grass Geysers...Carbon Clouds

### 7"
- 1998 : Fly South
- 1999 : Motor Cross
- 2001 : Listen (While You Talk)
- 2001 : Marbles Explode
- 2001 : The Nightmare of Atomic Men
- 2002 : Enon
- 2002 : Drowning Appointment
- 2003 : In This City
- 2003 : Evidence
- 2003 : Because Of You
- 2003 : Starcastic

### Compilations
- 2001 : piste New York's Alright (If You Like Saxophones) sur This Is Next Year: A Brooklyn-Based Compilation
- 2001 : piste Tilt You Up sur Multiball #21
- 2001 : piste Off The Hook sur Friction Records Vol. 1
- 2001 : piste Stamina Obliterate sur For Fun Only!
- 2002 : piste White Rabbit sur Don't Know When I'll Be Home Again (A Compilation Benefiting American Veterans Of The Vietnam War)
- 2003 : piste Sex Beat sur On The High Wire (U.S. Pop Life Vol. 15 Power - Energy)
- 2004 : piste Shave sur The 2004 Believer Music Issue Compilation
- 2005 : piste Marbles Explode sur Friction Records Free Sampler CD

## Vidéo
- Come Into (2001)
- Cruel (2001)
- Window Display (2002)
- Carbonation (juillet 2002)
- Pleasure and Privilege (octobre 2002)
- In This City (février 2003)
- Murder Sounds  (2004)
- Daughter in the House of Fools (2004)
- Mikazuki (2004)